# Schildia zonae
Schildia zonae là một loài ruồi trong họ Asilidae. Schildia zonae được Martin miêu tả năm 1975. Loài này phân bố ở vùng Tân nhiệt đới.